# 大彼得斯多夫
大彼得斯多夫是奥地利布尔根兰州上瓦特县的一个市镇。总面积31.36平方公里，总人口3545人，人口密度113.0人/平方公里（2001年）。